# Ikongo
Ikongo är en ort i Madagaskar.   Den ligger i regionen Vatovavy Fitovinanyregionen, i den södra delen av landet, 300 km söder om huvudstaden Antananarivo. Ikongo ligger 321 meter över havet och antalet invånare är 32 374.
Terrängen runt Ikongo är kuperad åt sydost, men åt nordväst är den bergig. Runt Ikongo är det ganska glesbefolkat, med 47 invånare per kvadratkilometer. Det finns inga andra samhällen i närheten. Omgivningarna runt Ikongo är huvudsakligen savann.